# Rijkskamergerecht
Het Rijkskamergerecht (Duits: Reichskammergericht) was naast de Rijkshofraad (Reichshofrat) de hoogste gerechtelijke instantie in het Heilige Roomse Rijk.
Het Rijkskamergerecht werd op 31 oktober 1495 onder keizer Maximiliaan I ingesteld als onderdeel van de Rijkshervorming. Het Rijkskamergerecht moest een gerechtelijk alternatief bieden voor de onderlinge oorlogen die het Heilige Roomse Rijk teisterden. Landvredesbreuk konden door het Rijkskamergerecht worden bestraft met de rijksban.
Het Rijkskamergerecht bestond in de begintijd uit een kamerrechter, twee plaatsvervangers, een fiscaal en 24 assessoren. De kamerrechter en zijn plaatsvervangers waren de respectieve voorzitters van de drie kamers van het gerecht. Hun taak was echter vooral organisatorisch van aard. De fiscaal was vergelijkbaar met een officier van justitie, maar had slechts beperkte bevoegdheid om zelfstandig een proces aan te spannen. De assessoren werden ter benoeming aangewezen door de keizer, de keurvorsten en de kreitsen. Bij de behandeling van de rechtszaken werden de assessoren bijgestaan door 8 rapporteurs.
Het Rijkskamergerecht moest rechtspreken volgens het lokaal geldende geschreven en ongeschreven recht. Indien dan nog niet tot een beslissing kon worden gekomen, moest het Romeins recht toegepast worden.
Vanaf de oprichting zetelde het Rijkskamergerecht in Frankfurt am Main. Hierna zetelde het Rijkskamergerecht achtereenvolgens in Worms, Augsburg, Neurenberg, Regensburg, Spiers en Esslingen am Neckar. Tussen 1527 en de verwoesting van Spiers tijdens de Negenjarige Oorlog zetelde het in Spiers. Vanaf 1689 tot het einde van het Heilige Roomse Rijk in 1806 was het Rijkskamergerecht in Wetzlar gevestigd. Viglius was tussen 1535 en 1537 raadsheer bij het gerecht. In 1772 was Johann Wolfgang von Goethe ingeschreven als Praktikant bij het Rijkskamergerecht, waar hij inspiratie opdeed voor zijn Die Leiden des jungen Werthers.